# Spulerina dissotoma
Spulerina dissotoma är en fjärilsart som först beskrevs av Edward Meyrick 1931.  Spulerina dissotoma ingår i släktet Spulerina och familjen styltmalar.
Artens utbredningsområde är Taiwan. Inga underarter finns listade i Catalogue of Life.